# Euphausia
Az Euphausia a felsőbbrendű rákok (Malacostraca) osztályának krill (Euphausiacea) rendjébe, ezen belül az Euphausiidae családjába tartozó nem.

## Tudnivalók
Az Euphausia-fajok, a krillek rendjén belül a legnagyobb nemet alkotják. A nemben 31 faj van, közülük az ismertebb fajok: a déli-óceáni Euphausia superba és Euphausia crystallorophias, valamint a Csendes-óceán északi részén élő Euphausia pacifica.

## Rendszerezés
A nembe az alábbi 31 faj tartozik:
| - Euphausia americana Hansen, 1911 - Euphausia brevis Hansen, 1905 - Euphausia crystallorophias Holt & Tattersall, 1906 - Euphausia diomedeae Ortmann, 1894 - Euphausia distinguenda Hansen, 1908 - Euphausia eximia Hansen, 1911 - Euphausia fallax Hansen, 1916 - Euphausia frigida Hansen, 1911 - Euphausia gibba G. O. Sars, 1883 - Euphausia gibboides Ortmann, 1893 - Euphausia hanseni Zimmer, 1915 - Euphausia hemigibba Hansen, 1910 - Euphausia krohnii (Brandt, 1851) - Euphausia lamelligera Hansen, 1911 - Euphausia longirostris Hansen, 1908 - Euphausia lucens Hansen, 1905 | - Euphausia mucronata G. O. Sars, 1883 - Euphausia mutica Hansen, 1905 - Euphausia nana Brinton, 1962 - Euphausia pacifica Hansen, 1911 - Euphausia paragibba Hansen, 1910 - Euphausia pseudogibba Ortmann, 1893 - Euphausia recurva Hansen, 1905 - Euphausia sanzoi Torelli, 1934 - Euphausia sibogae Hansen, 1908 - Euphausia similis G. O. Sars, 1885 - Euphausia spinifera G. O. Sars, 1885 - Euphausia superba Dana, 1850 - típusfaj - Euphausia tenera Hansen, 1905 - Euphausia triacantha Holt & Tattersall, 1906 - Euphausia vallentini Stebbing, 1900 |

## Fordítás
- Ez a szócikk részben vagy egészben  az   Euphausia című angol Wikipédia-szócikk ezen változatának fordításán alapul.  Az eredeti cikk szerkesztőit annak laptörténete sorolja fel. Ez a jelzés csupán a megfogalmazás eredetét és a szerzői jogokat jelzi, nem szolgál a cikkben szereplő információk forrásmegjelöléseként.